# Hororata (rivière)
La rivière Hororata (en anglais : Hororata River) est un cours d’eau de la région de Canterbury, dans l’Île du Sud de la Nouvelle-Zélande.

## Géographie
C’est un affluent de la rivière Selwyn. La rivière Hororata prend sa source dans un pays des collines abruptes situées au nord de la ville de Windwhistle, et se dirige vers l’est à travers le centre ville de Hororata avant d’atteindre la rivière Selwyn à 12 km au nord-ouest de la ville de Dunsandel.